# Håkons Hall
Die Håkons Hall ist eine Mehrzweckhalle in der norwegischen Stadt Lillehammer, die als größere der beiden Eishockeyhallen für die Olympischen Winterspiele 1994 errichtet wurde. Zwar trägt auch der normalerweise in der kleineren Kristins Hall spielende Erstligist Lillehammer IK immer wieder Spiele in der Håkons Hall aus, ihre häufigste Nutzung im Eishockeysport fand die Arena jedoch beim olympischen Eishockeyturnier 1994 sowie bei der Weltmeisterschaft 1999.
In der Halle können je nach Veranstaltung bis zu 11.500 Zuschauer Platz finden, bei Eishockeyspielen beträgt die Kapazität 10.000 Plätze. Weitere Verwendung fand die Arena als Ort der Eröffnungs- und Schlussfeier der Winter-Paralympics 1994 sowie als Spielort der Handball-Europameisterschaft der Männer 2008 und der Handball-Weltmeisterschaft der Frauen 1999. Der gesamte Sportkomplex des Håkons-Hall-Sportzentrums umfasst heute neben der Arena zwei Handballfelder, sechs Volleyball- und Badmintonplätze, zwei Squashfelder, eine Gymnastikhalle sowie eine Kletterwand und ein Golfcenter. Zudem war bis 2015 das Norwegische Olympische Museum auf dem Gelände beheimatet.